# تاريخ دراسات الاتصال
لقد كانت مختلف جوانب الاتصال موضوع دراسة منذ العصور القديمة، وتطورت هذه النهج مع الوقت إلى التخصص الأكاديمي المعروف اليوم باسم دراسات الاتصال (بالإنجليزية: Communication studies)‏.

## ما قبل القرن العشرين
في اليونان القديمة وروما، كانت دراسة البلاغة، فن الخطابة والإقناع، مادة حيوية للطلاب. كان أحد المناظرات الهامة الجارية هو ما إذا كان يمكن للمرء أن يكون متحدثًا فعالًا في قضية أساسية (السفسطائيون) أو ما إذا كان الخطاب الفريد يأتي من تميّز شخصية الخطيب (سقراط، أفلاطون، شيشرون). خلال العصور الوسطى الأوروبية وعصر النهضة، شكلت قواعد اللغة والبلاغة والمنطق الثلاثية بأكملها، وهي قاعدة نظام التعلم الكلاسيكي في أوروبا.
لقد عُرف الاتصال منذ بداية الإنسانية، ولكن لم يبدأ الناس في دراسة هذه العملية حتى القرن العشرين. مع تطور تقنيات الاتصال، نمت الدراسات الجادة للاتصال. عندما انتهت الحرب العالمية الأولى، ازداد الاهتمام بدراسة الاتصال. اعترف بالكامل بالدراسة العلمية للاتصال كتخصص شرعي بعد الحرب العالمية الثانية.
قبل أن يصبح الاختصاص ببساطة "الاتصال" أو "دراسات الاتصال"، شُكل هذا التخصص من ثلاث دراسات رئيسية أخرى: علم النفس وعلم الاجتماع والعلوم السياسية. تركز دراسات الاتصال على الاتصال كمحور أساسي في تجربة الإنسان، والتي تشمل فهم كيفية سلوك الناس في خلق وتبادل وتفسير الرسائل.

### من القرن العشرين إلى العشرين
على الرغم من أن دراسة الاتصال تعود إلى العصور القديمة وما بعدها، إلا أن أعمال تشارلز هورتون كولي ووالتر ليبمان وجون ديوي في أوائل القرن العشرين كانت ذات أهمية خاصة بالنسبة للانضباط الأكاديمي كما هو قائم اليوم. في كتابه التنظيم الاجتماعي: دراسة للعقل الأكبر الذي نشره عام 1909، قدم كولي تعريفًا للاتصال كـ "الآلية التي تمكن وتدعم من خلالها العلاقات الإنسانية، وتتطور بمساعدة جميع رموز العقل، إلى جانب وسائل نقلها عبر الفضاء والحفاظ عليها في الوقت المناسب". أعطى هذا الرأي عمليات الاتصال مكانة مركزية وتأسيسية في دراسة العلاقات الاجتماعية. يقرن كتاب الرأي العام [الإنجليزية]، الذي نشره والتر ليبمان في عام 1922، هذا الرأي بالخوف من أن ظهور التقنيات الجديدة في الاتصال الجماهيري سمح بـ "صنع الموافقة"، وولد التنافر بين ما أسماه "العالم الخارجي والصور الموجودة في منطقتنا". رؤساء، في إشارة إلى الصدع بين المفهوم المثالي للديمقراطية وواقعها. اعتمد جون ديوي 1927 في كتاب الجمهور ومشاكله [الإنجليزية] على نفس وجهة النظر للاتصالات، ولكن بدلاً من ذلك اتخذ أجندة إصلاحية أكثر تفاؤلاً، مجادلاً بشكل مشهور أن "التواصل وحده يمكن أن يخلق مجتمعًا عظيمًا"، بالإضافة إلى "من بين كل الشؤون، التواصل هو الأكثر رائع."
يلتقط كولي وليبمان وديوي موضوعات مثل الأهمية المركزية للتواصل في الحياة الاجتماعية، وتأثير التكنولوجيا المتغيرة على الثقافة، والأسئلة المتعلقة بالعلاقة بين التواصل والديمقراطية والمجتمع. تستمر هذه المفاهيم في دفع الباحثين اليوم. العديد من هذه الاهتمامات هي أيضًا مركزية لعمل كتاب مثل غابرييل تارد [الإنجليزية] وتيودور أدورنو، الذين قدموا أيضًا مساهمات كبيرة في هذا المجال.
في عام 1925، نشر هربرت أيه ويشلنس مقالاً بعنوان "النقد الأدبي للخطابة" في كتاب دراسات في البلاغة والخطابة العامة تكريماً لجيمس ألبرت وينان. حاول مقال ويشلنس "وضع الدراسات الخطابية على قدم المساواة مع الدراسات الأدبية كمجال من مجالات الاهتمام والبحث الأكاديمي". كتب ويشلنس أن الخطابة يجب أن تؤخذ على محمل الجد مثل الأدب، وبالتالي، يجب أن تخضع للنقد والتحليل. على الرغم من أن المقال أصبح الآن قراءة قياسية في معظم دورات النقد البلاغي، إلا أنه لم يكن له تأثير فوري (من 1925 إلى 1935) على مجال الدراسات البلاغية.

### من ثلاثينيات إلى خمسينيات القرن الماضي
غالبًا تتبع إضفاء الطابع المؤسسي على دراسات الاتصال في التعليم العالي والبحث في الولايات المتحدة إلى جامعة كولومبيا وجامعة شيكاغو وجامعة إلينوي أوربانا شامبين، حيث عمل الرواد الأوائل مثل بول لازارسفيلد وهارولد لاسويل وويلبر شرام [الإنجليزية]. كما يلاحظ في الأبحاث التي تتعلق بالاتصال في العصور الأولى، فإن عمل سامويل سيلاس كاري، الذي أسس مدرسة التعبير في عام 1879 في بوسطن، كان له أيضًا أهمية. وفي الوقت الحالي، تعرف مدرسة التعبير باسم كلية كاري، وتقع في ميلتون، ماساتشوستس، وهي تضم واحدة من أقدم برامج الاتصال في البلاد.
تأسس مكتب البحوث الاجتماعية التطبيقية [الإنجليزية] في عام 1944 في جامعة كولومبيا على يد بول ف. لازارسفيلد. كان استمرارًا لمشروع الراديو الممول من مؤسسة روكفلر والذي قاده في مؤسسات مختلفة (جامعة نيوارك، برينستون) منذ عام 1937، والتي كانت في كولومبيا كمكتب أبحاث الراديو منذ عام 1939. في تجسيداته المختلفة، شارك مشروع الراديو لازارسفيلد نفسه، وأشخاصًا مثل أدورنو، وهادلي كانتريل [الإنجليزية]، وهيرتا هيرتسوغ، وجوردون أولبورت، وفرانك ستانتون (الذي أصبح رئيسًا لشبكة سي بي إس). حشد لازارسفيلد والمكتب مبالغ كبيرة للبحث، وأنتجوا، مع العديد من المؤلفين المشاركين، سلسلة من الكتب والمجلدات المحررة التي ساعدت في تحديد الانضباط، مثل التأثير الشخصي (1955) الذي لا يزال كلاسيكيًا فيما يسمى بـ" وسائل الإعلام"- الآثار.
منذ الأربعينيات وما بعدها، كانت جامعة شيكاغو موطنًا للعديد من اللجان واللجان المعنية بالاتصالات، فضلاً عن البرامج التي قامت بتعليم علماء الاتصال. على عكس ما حدث في كولومبيا، أطلقت هذه البرامج صراحة اسم "اتصالات" لأنفسهم. كانت لجنة الاتصالات والرأي العام، الممولة أيضًا من مؤسسة روكفلر، مزودة، بالإضافة إلى لاسويل، بأشخاص مثل دوغلاس وابلز [الإنجليزية]، وصمويل أ.ستوفر، ولويس ويرث، وهربرت بلومر، وجميعهم شغلوا مناصب في أماكن أخرى في الجامعة. لقد شكلوا لجنة كانت بمثابة امتداد علمي وتعليمي لاهتمام الحكومة الفيدرالية المتزايد بالاتصالات في أوقات الحرب، ولا سيما مكتب معلومات الحرب [الإنجليزية]. وفرت شيكاغو لاحقًا مقرًا مؤسسيًا للجنة هوتشينز حول حرية الصحافة ولجنة الاتصالات (1947-1960). كان الأخير عبارة عن برنامج لمنح الدرجات العلمية يضم إلياهو كاتس وبرنارد بيرلسون [الإنجليزية] وإدوارد شيلز [الإنجليزية]وديفيد ريسمان [الإنجليزية] من بين أعضاء هيئة التدريس فيها، ومن بين الخريجين هربرت غانز ومايكل جورفيتش. كما أصدرت اللجنة منشورات مثل الرأي العام والاتصالات لبيرلسون وموريس جانويتز [الإنجليزية] (1950) ومجلة الدراسات في الاتصال العام.
تأسس معهد أبحاث الاتصالات في جامعة إلينوي في أوربانا-شامبين عام 1947 على يد ويلبور شرام، الذي كان شخصية رئيسية في تأسيس دراسات الاتصال في الولايات المتحدة بعد الحرب العالمية الثانية. وكما في اللجان المختلفة في شيكاغو، ادعى برنامج إلينوي اسم "الاتصالات" ومنح درجات الدراسات العليا في هذا المجال. طوّر شرام، الذي كان يتمتع بخلفية في الأدب الإنجليزي، دراسات الاتصال جزئياً عن طريق دمج البرامج الحالية في الاتصال اللفظي والبلاغة وخاصة الصحافة تحت مظلة الاتصال. وقد قام أيضاً بتحرير كتاب مدرسي بعنوان "عملية وتأثير الاتصالات الجماهيرية" عام 1954، والذي ساعد في تحديد مجال الدراسات في الاتصال جزئياً عن طريق إعلان لازارزفيلد ولاسويل وكارل هوفلاند وكورت ليفين كآبائه المؤسسين. وقد كتب أيضاً عدة بيانات للتخصص، بما في ذلك "علم الاتصال الإنساني" في عام 1963. أسس شرام ثلاث معاهد هامة للاتصالات: معهد أبحاث الاتصالات (جامعة إلينوي)، ومعهد أبحاث الاتصالات (جامعة ستانفورد)، ومعهد الاتصالات الشرقي الغربي (هونولولو). وقد تابع العديد من طلاب شرام، مثل إيفريت روجرز، وجعلوا إسهامات هامة خاصة بهم في مجال الدراسات في الاتصال.

### الخمسينيات
جمعت الجامعات بين علماء الخطاب ووسائل الإعلام الجماهيرية تحت مصطلح "الاتصالات"، والذي تبين أنه عملية صعبة. في حين لم تر أغلب الجامعات الساحل الشرقي للولايات المتحدة الأمريكية الاتصال الإنساني مجالاً هاماً للبحث، نمت هذه المجال في الغرب الأوسط. تأسست أول كلية للاتصالات في جامعة ولاية ميشيغان عام 1958، بقيادة علماء من معهد أبحاث الاتصالات الأصلي لشرام، وكانت مكرسة لدراسة الاتصالات بطريقة علمية. سرعان ما تبعت جامعة ولاية ميشيغان أقسام اتصالات مهمة في جامعة بوردو، وجامعة تكساس-أوستن، وجامعة ستانفورد، وجامعة أيوا، وجامعة إلينوي. منح والتر أننبرغ ثلاث مدارس للاتصالات في جامعة بنسلفانيا وجامعة جنوب كاليفورنيا وجامعة نورث وسترن. لطالما درس أدورنو وزملاؤه وسائل الإعلام الجماهيرية في جامعة فرانكفورت، لكن أبحاث الاتصالات الألمانية توسعت بشكل سريع في مؤسسات مثل جامعة هامبورغ، التي افتتحت معهد هانز بريدو للإذاعة والتلفزيون في عام 1950.
تأسست الجمعيات ذات الصلة بدراسات الاتصال أو توسعت خلال الخمسينيات. تأسست الجمعية الوطنية لدراسة الاتصال في عام 1950 لتشجيع العلماء على متابعة أبحاث الاتصال كعلم اجتماعي. أطلقت هذه الجمعية مجلة الاتصالات في نفس العام الذي تأسست فيه. مثل العديد من جمعيات الاتصالات التي تأسست حول هذا العقد، تغير اسم الجمعية مع المجال. في عام 1968 تغير الاسم إلى رابطة الاتصالات الدولية.
ازدادت أهمية أعمال ما يُطلق عليه اسم "المنظرون الوسطاء''، الذين حددهم هارولد إنيس (1950)، في الإمبراطورية والاتصالات، وشاعه مارشال ماكلوهان في كتابه فهم الوسائط (1964). "أدرك ماكلوهان أن تطور الاتصالات لعب دورًا حاسمًا في التطور التاريخي البشري وأن التغييرات الاجتماعية التي أعقبت الحربين العالميتين كانت مرتبطة ارتباطًا مباشرًا بظهور تقنيات الاتصالات الكهربائية، والتي ساهمت في تحويل العالم إلى" قرية عالمية ". يُعلم هذا المنظور الأعمال اللاحقة لجوشوا ميرويتز [الإنجليزية] ( لا معنى للمكان، 1986).
أدى تطوران في الأربعينيات من القرن الماضي إلى تحويل نموذج دراسات الاتصال في الخمسينيات، وبعد ذلك نحو اتجاه كمي أكثر. أحدهما كان علم التحكم الآلي، كما صاغه نوربرت فينر في علم التحكم الآلي: أو التحكم والتواصل في الحيوان والآلة. والآخر هو نظرية المعلومات، حيث أعيد صياغتها من الناحية الكمية بواسطة كلود شانون ووارن ويفر في نظريتهم الرياضية للاتصال. خصصت هذه الأعمال على نطاق واسع، وعرضت على البعض احتمالية نظرية عامة للمجتمع.
كان تقليد النظرية النقدية المرتبط بمدرسة فرانكفورت، كما هو الحال في أوروبا، مصدرًا مهمًا للتأثير للعديد من الباحثين. أثناء عمله خارج أقسام علم الاجتماع، استمر عمل يورغن هابرماس، وليو لوينثال، وهربرت ماركوز، وسيغفريد كراكور، ومقرها الولايات المتحدة، بالإضافة إلى شخصيات سابقة مثل أدورنو وماكس هوركهايمر، في إبلاغ تقليد كامل للنقد الثقافي الذي غالبًا ما ركز على كليهما. تجريبيا ونظريا على صناعة الثقافة.
في عام 1953، لتلبية الاحتياجات المتزايدة في الصناعة، بدأ معهد رينسيلار للعلوم التطبيقية بتقديم درجة الماجستير في العلوم في الكتابة التقنية [الإنجليزية]. في الستينيات، أصبح عنوان الدرجة العلمية عبارة عن اتصال تقني. وكان هذا الفكرة الرائدة للأستاذ والمسؤول في المعهد جاي آر جولد الذي عمل به لفترة طويلة.
في نهاية خمسينيات القرن العشرين، لاحظ برنارد بيريلسون [الإنجليزية] أن حقل التواصل يصبح مفككًا للغاية وقد جادل بأن الحقل كان يحتضر دون وجود أفكار أو اتجاهات جديدة، ويشار إلى ذلك باسم "نعيه لبحوث التواصل". ومع ذلك، ساعد التطورات الجديدة في تقنية الوسائط على تقدم هذا المجال.
جاءت تقدمات أخرى في دراسات الاتصال من وكالة المعلومات الأمريكية وعمل بول أر كونروي، رئيس التدريب المهني في وكالة المعلومات الأمريكية. كما أوضح الدكتور كونروي في مجلة أنتايوك ريفيو [الإنجليزية]عام 1958، فإن برنامج وكالة المعلومات الأمريكية لمساعدة موظفي وزارة الخارجية وغيرهم من العاملين على تحسين صورة الولايات المتحدة أسهم في تشكيل مبادئ التدريب الإعلامي والاتصال في الأزمات والاتصال الشخصي، من خلال بيئة تدريبية تركّز على محاكاة المؤتمرات الصحفية والمواقف الأخرى المعتمدة على اللعب الدوري. وتعتبر مبادئ التدريب الإعلامي والاتصال في الأزمات والاتصال الشخصي الآن مبادئ مقبولة بشكل عام في دراسات الاتصال.
كان الدكتور كونروي من بين الأوائل الذين ركزوا على مبادئ تسليم الرسائل في الوقت الفعلي - بدلاً من تطوير الرسالة ببساطة - وكان الأول الذي قام بصياغة هذه المبادئ في منهج تدريبي كبير وقابل للتكرار على نطاق برنامج التدريب العالمي لموظفي هيئة الإعلام الأمريكية في جميع أنحاء العالم. "ليس من الكافي أن يكون لديك مفهوم واضح للرسالة"، خلاصة خطاب الدكتور كونروي في مجلة أنتايوك ريفيو، "فالاتصال، على الرغم من كونه فن، يتطلب التدريب والتطبيق المهاري للتقنيات الصوتية السليمة، ومن الأفضل إذا كان التدريب موجهًا بدلاً من عشوائي".

### الستينيات
في ستينيات القرن العشرين، شهد غولد وزملاؤه زيادة في الطلب على دراسات المستوى الدكتوراه في التواصل الفني والأعمال. ونتيجة لذلك، بدأ معهد بوليتكنك رينسيلاير في عام 1965 برنامج الدكتوراه في التواصل والبلاغة. أصبح هذا البرنامج الدكتوراه نموذجاً لبرامج أخرى موجهة تقنياً في الولايات المتحدة وغيرها من البلدان الصناعية.
شهدت الستينيات والسبعينيات من القرن الماضي تطورًا لنظرية الغرس الثقافي، وكان رائدها جورج جيربنر في مدرسة أنينبيرج للاتصالات بجامعة بنسلفانيا [الإنجليزية]. حوّل هذا النهج التركيز من التأثيرات قصيرة المدى التي كانت محل الاهتمام المركزي للعديد من الدراسات الإعلامية السابقة، وبدلاً من ذلك حاول تتبع آثار التعرض عبر الوقت.
في أوائل الستينيات، بدأت دراسات الاتصال في التحرك نحو أن تصبح مجالًا أكثر استقلالية، والخروج من أقسام علم الاجتماع والعلوم السياسية وعلم النفس واللغة الإنجليزية. تعتبر التغييرات في القسم نتيجة للأحداث التاريخية التي تحدث في ذلك الوقت. "على الرغم من التفسيرات المختلفة التي أُعطيت للتغيرات التي حدثت في وقت قريب من الحرب العالمية الثانية، والتي تشكلت في الغالب من خلال زيادة الابتكارات التكنولوجية في طرق تواصل الناس، أصبح التواصل قضية ذات صلة ومتكررة في العلوم الإنسانية والاجتماعية، مما فتح الأبواب أمام مركزية الاتصال في النظريات الاجتماعية في الستينيات والسبعينيات ". نتيجة للعديد من هذه التغييرات الاجتماعية التي تحدث في المجتمع، اكتسب الاتصال ووسائل الإعلام دورًا في شرح هذه التغييرات للجمهور. رداً على حركة الحقوق المدنية، وحرب فيتنام، وغيرها من التحولات الثقافية الدرامية، أصبح النقاد الذين يستخدمون النظرية الماركسية والنسوية لدراسة الثقافات السائدة بارزين في المحادثات العلمية. تساءلت الدراسات الثقافية المتعلقة بوسائل الإعلام والنقاد لماذا كان لعدد من المنظمات الكبيرة مثل هذا التأثير على المجتمع.
عملت الاضطرابات السياسية في الستينيات لصالح المجال لأن علماء الإعلام بدأوا في استكشاف تأثير وسائل الإعلام على الثقافة والمجتمع. "تزايد الاعتراف بأهمية الإعلام من قبل كل من الصناعة والجمهور، بالإضافة إلى زيادة الاحترام للمجال على مستوى الجامعة لزيادة الدعم للمنح الدراسية الجديدة." على سبيل المثال، بدأ عقد مؤتمرات الاتصالات الوطنية والدولية وزادت عضوية جمعيات مثل جمعية الخطاب الأمريكية (الآن الرابطة الوطنية للاتصالات [الإنجليزية]) ورابطة الاتصالات الدولية. مع مرور كل عام، نما عدد المجلات الإعلامية المنشورة بسرعة وبحلول عام 1970 كان هناك ما يقرب من مائة منها منشورة. بعد عام 1968، بدأت دراسات الاتصال تنضج في تخصصها الخاص واكتسبت الاحترام في الدول المتقدمة.

### السبعينيات والثمانينيات
وصفت مجلة الاتصال عقد السبعينات بأنه "وقت تخمير، خاصة في مجال الخطابة. ففي الوقت الذي دفع فيه العلماء الاجتماعيون نحو الاعتراف بـ 'الاتصال' كمصطلح سائد، بدأ علماء الخطابة والأداء في إعادة النظر في نظرياتهم ومناهجهم وإعادة تعريفها". اندمجت نقد الخطاب مع قطاعات أخرى مثل الصحافة والإذاعة لتشكيل دراسات الاتصال. بالإضافة إلى تغييرات في الفئات الفرعية للمجال، غالبًا ما كانت الجمعيات الوطنية تغير أسمائها الرسمية بشكل متكرر لتكييفها مع نمو حقل الاتصال. على سبيل المثال، في عام 1970، أصبح اتحاد الخطابة الأمريكي اتحاد الاتصال الخطابي. واصل الراديو والتلفزيون التطور على مدار السبعينيات، وهذا الانفجار في التنوع "أجبر العلماء على اعتماد نموذج أكثر تقاربًا للاتصال". لم يعد هناك مصدر واحد فقط لكل رسالة، وكان هناك دائمًا أكثر من مسار من المرسل إلى المستقبل.
أسس نيل بوستمان برنامج البيئة الإعلامية في جامعة نيويورك عام 1971. يعتمد علماء البيئة في وسائل الإعلام على مجموعة واسعة من الإلهام في محاولاتهم لدراسة البيئات الإعلامية بأسلوب أوسع وأكثر تحركًا ثقافيًا. هذا المنظور هو أساس جمعية مهنية منفصلة، جمعية بيئة وسائل الإعلام.
في عام 1972، نشر ماكسويل ماكومبس [الإنجليزية] ودونالد شو مقالًا رائدًا قدم نظرية ترتيب الأولويات التي مهدت مفهومًا جديدًا للتأثيرات قصيرة المدى لوسائل الإعلام. كان هذا النهج، الذي نظم حول أفكار إضافية مثل التأطير، والتهيئة، والحراسة، مؤثرًا للغاية، لا سيما في دراسة الاتصالات السياسية والتغطية الإخبارية.
شهدت السبعينيات أيضًا تطوير ما أصبح يُعرف باسم نظرية الاستخدامات والإشباع [الإنجليزية] ا، التي طورها علماء مثل إليهو كاتز وجاي جي بلوملر [الإنجليزية] ومايكل جوريفيتش. بدلاً من رؤية الجماهير ككيانات سلبية تعاني من تأثيرات من نموذج أحادي الاتجاه (المرسل إلى المستقبل)، تحلل من خلال نموذج البحث النشط عن المحتوى بناءً على احتياجات الاتصال الموجودة مسبقًا.
في عام 1980 صنفت وزارة التعليم الأمريكية "الاتصال" على أنه تخصص عملي، والذي ارتبط في المقام الأول بتعلم الصحافة والإنتاج الإعلامي. اعتبر نظام التصنيف نفسه الدراسات الخطابية والبلاغية فئة فرعية من اللغة الإنجليزية.
في الثمانينات، قررت العديد من الكليات والجامعات في جميع أنحاء البلاد إعادة تسمية الأقسام لتشمل كلمة "الاتصال" في عنوان القسم. وبدأت المدارس الأخرى في تسمية أقسامها بـ "الاتصال الجماهيري"، أو إنشاء أقسام الاتصال المستقلة. "غالبًا ما تدمج هذه المدارس الجديدة المجالات المهنية للطباعة والبث والعلاقات العامة والإعلان وعلوم المعلومات والخطاب مع برامج بحث متنوعة أكثر تحديدًا لبحوث الاتصال بشكل عام". من هذه النقطة في الزمن، بدأت دراسات الاتصال في الحصول على الاعتراف في المدارس في جميع أنحاء العالم

## ألمانيا
تتمتع دراسات الاتصال في ألمانيا بتراث علمي غني في الفلولوجيا وتفسير النصوص والدراسات التاريخية. ومع ذلك، شهدت فترة ما بعد الحرب العالمية الثانية ظهور عدد من النماذج الجديدة في هذا المجال.
قادت إليزابيث نويل نيومان [الإنجليزية] العمل على نظرية دوامة الصمت في تقليد بشكل واسع في جميع أنحاء العالم، وثبت أنه يتوافق بسهولة مع النماذج السائدة في الولايات المتحدة وغيرها من البلدان.
.
في السبعينيات من القرن الماضي، جاء كارل دويتش [الإنجليزية] إلى ألمانيا الغربية، وكان لأعماله المستوحاة من علم التحكم الآلي تأثير كبير هناك وكذلك في أماكن أخرى.
كان عمل مدرسة فرانكفورت حجر الزاوية لكثير من العمل الألماني في مجال التواصل، بالإضافة إلى هوركهايمر وأدورنو وهابرماس، كانت شخصيات مثل أوسكار نيجت [الإنجليزية] وألكسندر كلوجه مهمة في تطوير هذا الاتجاه الفكري.
تٌعد نظرية الأنظمة، التي طورها نيكلاس لوهمان وطلابه، واحدة من النماذج المنافسة المهمة في دراسات الاتصال.
في الفترة الزمنية التي تلت الثمانينات وما بعدها، قاد النظريون مثل فريدريش كيتلر تطوير "نظرية وسطية جديدة ألمانية"، مرتبطة جزئياً بنظرية الوسائط الكندية لإنيس وماكلوهان وجزئياً بما يسمى "ما بعد البنيوية".

## مقالات ذات صلة
- تاريخ الاتصال
- اتصال جماهيري
- رابطة الاتصالات الدولية
- نظرية الغرس الثقافي